# Phalaropus lobatus

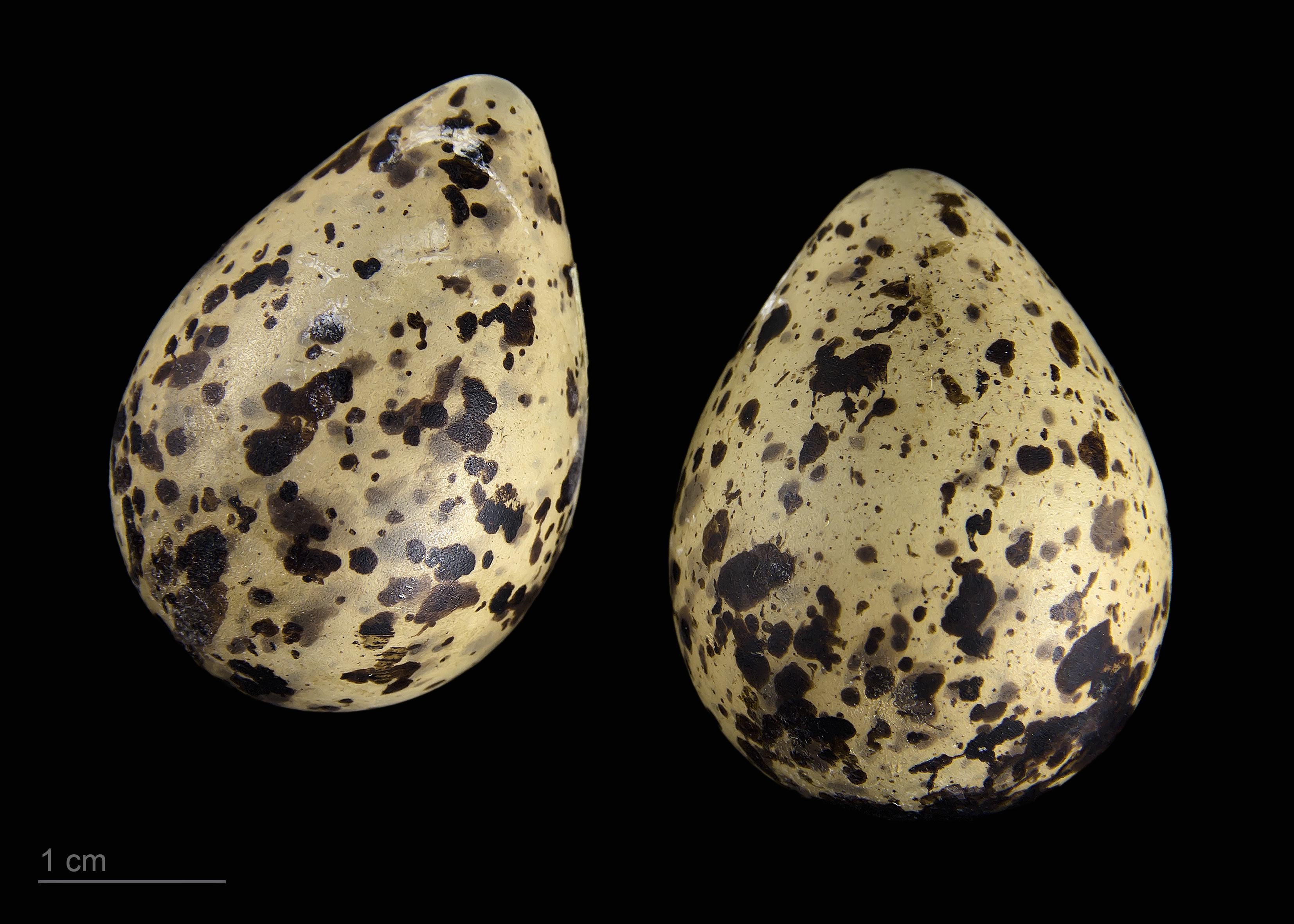
Phalaropus lobatus

Il falaropo beccosottile (Phalaropus lobatus, Linnaeus 1758) è un uccello della famiglia degli Scolopacidae dell'ordine dei Charadriiformes.

## Sistematica
Phalaropus lobatus non ha sottospecie, è monotipico ed è poliandrico.

## Distribuzione e habitat

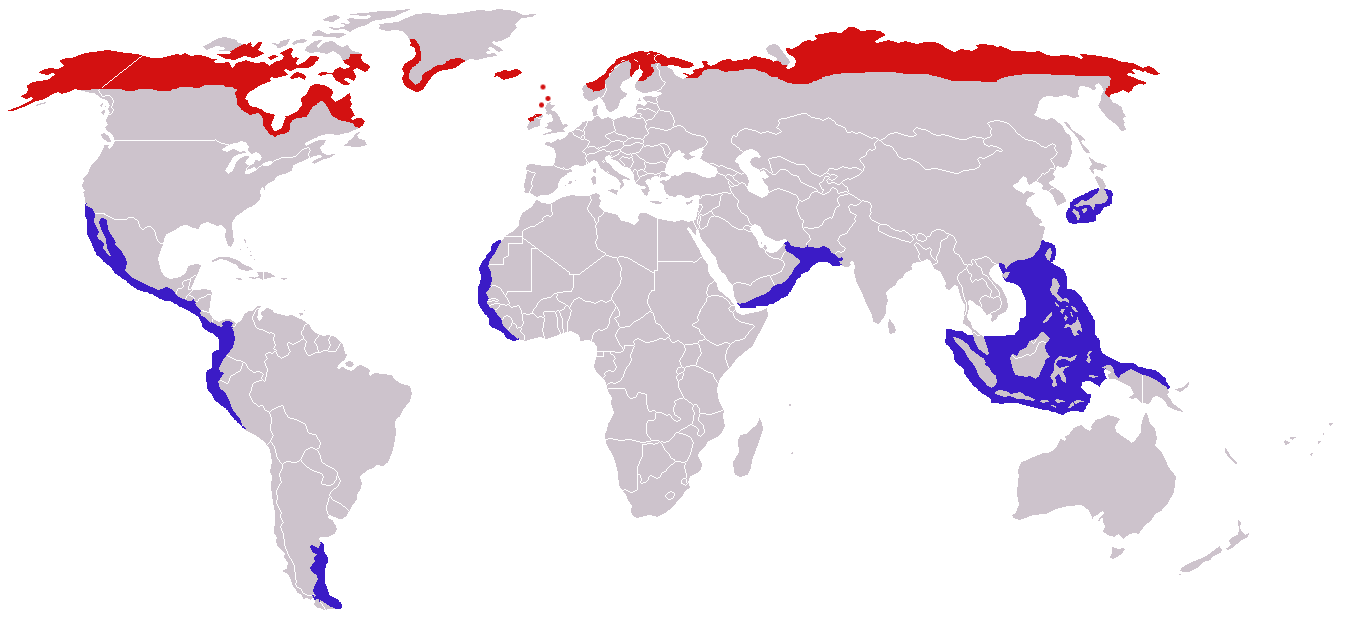
Distribuzione estiva(rosso) e invernale(blu)